# Sotir Peci
Sotir Peci (Dardha, 1873. július 13. – Görögország, Flórina, 1932. április 8.) albán politikus, újságíró. Az 1900-as években az amerikai albán emigráció jeles alakja volt, később feladatot vállalt a függetlenné vált Albánia oktatásügyének szervezésében. 1921–1924-ben az államfői jogköröket gyakorló Legfelsőbb Tanács tagja volt.
Az amerikai emigráció éveiben a Sotir Pettsy névváltozatot használta.

## Életútja
Fizika és matematika szakon végzett felsőfokú tanulmányokat az athéni egyetemen. Ezekben az években készítette elő kiadásra Kostandin Kristoforidhi görög–albán szótárát. 1905-ben az Amerikai Egyesült Államokba emigrált, ahol 1906-tól Bostonban megjelentette és szerkesztette Észak-Amerika első albán nyelvű újságját Kombi (’A Nemzet’) címen. 1909 februárjában lapját megszüntette, s a szintén emigrációban élő Fan Nolival megalapították a Dielli (’A Nap’) című politikai lapot, amelynek szerkesztését később Faik Konica vette át. Peci mindeközben aktívan kivette részét az albán emigráció életéből. 1907-től tagja volt az 1899-es pejai liga szellemiségét hirdető nacionalista albán szervezetnek, a bostoni székhelyű Besa-Besën társaságnak. 1908 novemberében az amerikai albánság képviseletében részt vett az albán ábécé bevezetéséről határozó manasztiri kongresszuson. 
Ezt követően a még török hódoltság alatt álló Albániában telepedett le. 1909-től fizikát és egyéb természettudományokat tanított Elbasanban, 1911–1912-ben pedig Korçában volt iskolamester, tankerületi igazgató, illetve több albán nyelvű tankönyv szerzője. Albánia függetlenségének elnyerését követően, 1914-től 1920-ig a Nemzeti Párt tagja volt. Alelnökként részt vett az Albánia közjogi helyzetét a világháború évei után helyreállító, 1920. januári lushnjai kongresszus munkájának irányításában. Ezt követően oktatásügyi miniszteri kinevezést kapott Sylejman Delvina 1920. március 27-én felálló kormányában. Tárcavezetőként legfőbb célja az e téren is meglehetősen elmaradott Albánia közoktatási rendszerének, iskolahálózatának megteremtése volt, de a Delvina-kormány november 20-án feloszlott, így a rendelkezésére álló rövid idő alatt Peci csupán az alapokat tudta megvetni.
Az államfői jogköröket gyakorló Legfelsőbb Tanács előző tagjainak lemondásakor, illetve lemondatásakor, 1921. december 22-én negyedmagával – Ndoc Pistullival, Refik Toptanival és Ymer Vrionival – együtt Pecit a tanács tagjává nevezték ki. 1924. június 16-án – június 2-ától a Legfelsőbb Tanács egyetlen tagjaként – ő nevezte ki a júniusi forradalom során Amet Zogu hatalmát megdöntő Fan Noli forradalmi kormányának tagjait. Miután azonban a tanács vezetőjeként, államfőként megakadályozta a Noli-kormány kezdeti reformlépéseit, július 2-án posztjáról lemondatták, s maga Noli vezette tovább a tanács munkáját, egy kézben összpontosítva az állam- és kormányfői funkciókat.
1924 decemberében, a Noli-kormány bukását, Zogu hatalomba való visszatérését követően Peci emigrált, s részt vett az 1925-ben az olaszországi Bariban megalapított, Zogu-ellenes emigráns szervezet, a Nemzeti Egység (Bashkimi Kombëtar) munkájában. Az 1927. szeptember 21-én Zogu által meghirdetett általános amnesztiát követően tért haza Albániába. Egy útja során, a görögországi Flórinában halt meg.